# Opuntia polyacantha
Opuntia polyacantha — вид рода Опунция (Opuntia) семейства Кактусовые (Cactaceae).

## Описание
Стебли состоят из зелёных округлых сегментов диаметром до 10 см и толщиной до 1 см, покрытых многочисленными колючками до 5,5 см длиной. Цветки жёлтые, диаметром до 8 см.

## Распространение и экология
Встречается в Северной Америке на территории США, Мексики и Канады. Растёт на высоте от 300 до 2400 м над уровнем моря.
Один из 4 видов кактусов, дико произрастающих на территории Канады в провинциях Альберта и Саскачеван. Небольшая популяция в Британской Колумбии, возможно, имеет гибридное происхождение.
В Мексике встречается в северной части штата Чиуауа.